# Холодный Яр (село)
Холодный Яр (укр. Холодний Яр) — село,
Засульский сельский совет,
Недригайловский район,
Сумская область,
Украина.
Код КОАТУУ — 5923581311. Население по переписи 2001 года составляло 103 человека .

## Географическое положение
Село Холодный Яр находится в 2-х км от правого берега реки Сула.
На расстоянии в 1 км расположены сёла Дегтярка и Цибуленки.
По селу протекает пересыхающий ручей с запрудой.
К селу примыкает лесной массив (дуб).